# Iodură de cesiu
Iodura de cesiu este o sare a cesiului cu acidul iodhidric. 
1. ↑  „Iodură de cesiu”, CESIUM IODIDE (în engleză), PubChem, accesat în 18 noiembrie 2016